# Bismarckdenkmal (Oppeln)

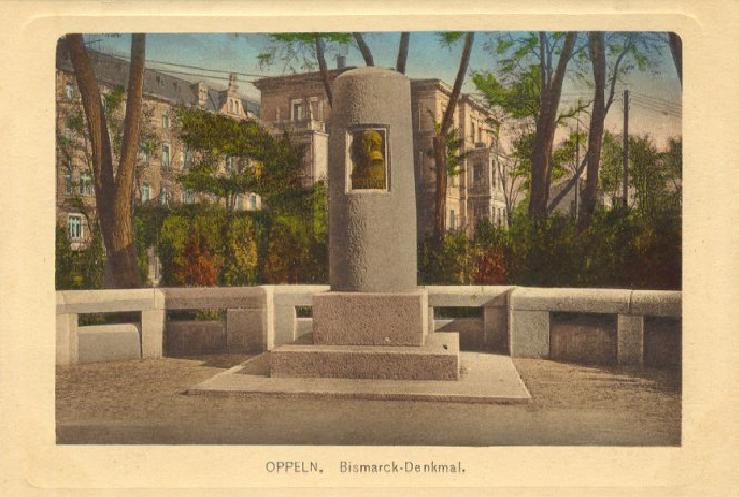
Das Bismarckdenkmal

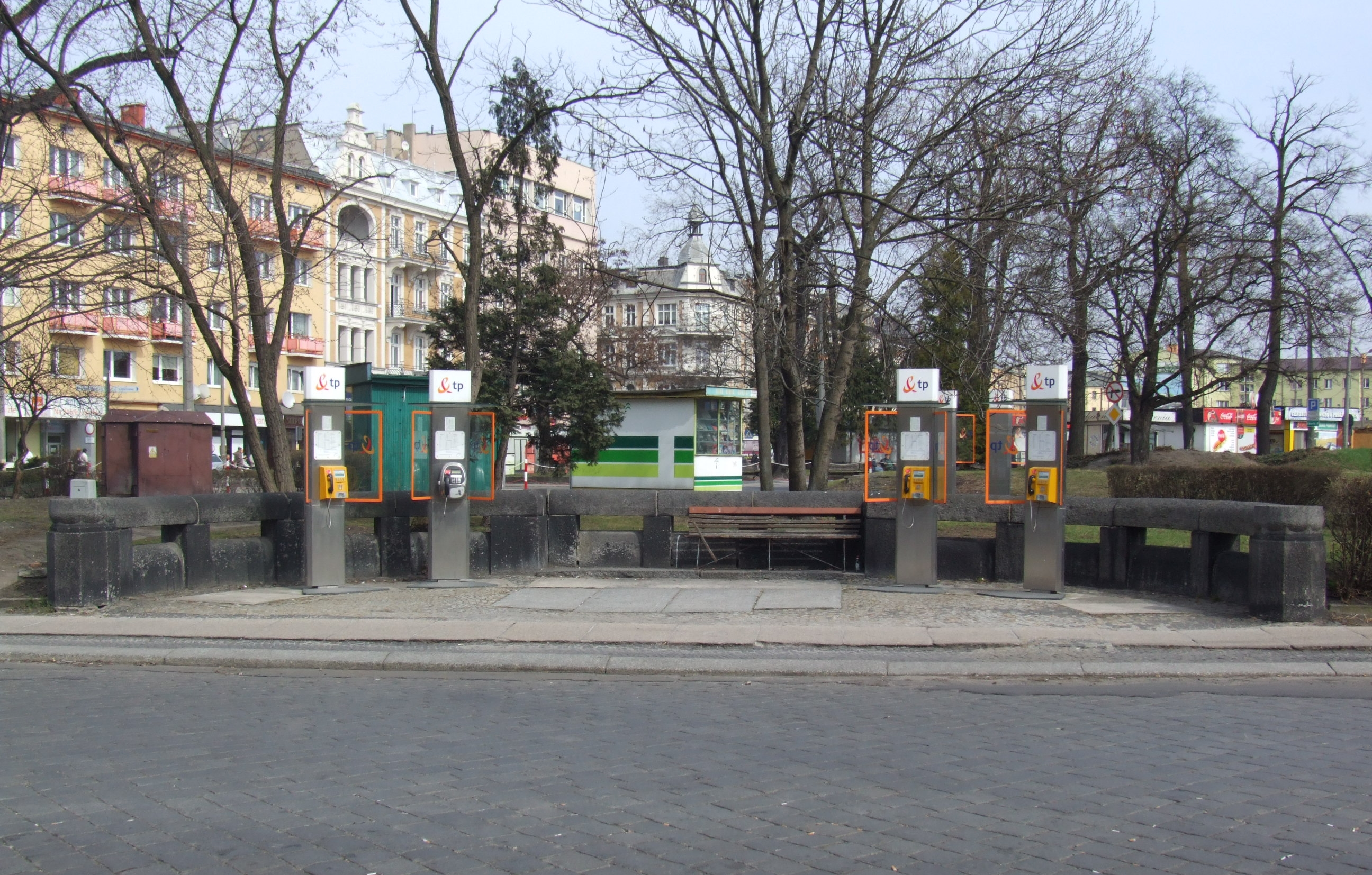
Die erhaltene Balustrade

Das Bismarckdenkmal in Oppeln, ein Denkmal des preußischen Ministerpräsidenten und deutschen Reichskanzlers Otto von Bismarck (1815–1898), stand auf dem damaligen Bahnhofsplatz vor dem Hauptbahnhof und der Hauptpost. Von dem Denkmal haben sich Teile erhalten, die Balustrade aus Stein steht noch an ihrer Stelle. Im Frühjahr 2021 wurde die Säule wiederentdeckt.

## Geschichte und Beschreibung
Den Wettbewerb für die Gestaltung des Oppelner Bismarckdenkmals gewann im November 1910 der deutsche Bildhauer Robert Bednorz (1882–1973). Er gestaltete eine runde Gedenksäule aus einem Monolith aus schlesischem Granit, in einer Nische befand sich eine Bronzeplakette mit dem Kopfrelief Bismarcks. Darunter befand sich die Inschrift „BISMARCK“. Die Säule stand auf einem quadratischen Sockel und Postament. Das Denkmal war etwa 3,50 Meter hoch, hatte einen Durchmesser von einem Meter und wog etwa 180 Zentner. Um das Denkmal wurde eine halbrunde steinerne Balustrade errichtet. 
Das im August 1911 feierlich enthüllte Denkmal wurde 1945 beseitigt, der Verbleib blieb unbekannt. In der Nachkriegszeit wurde der Balustradenbereich durch mehrere öffentliche Telefonzellen verstellt. Diese wurde in den 2010er Jahren entfernt und der Bereich neu gepflastert.
Bei Bauarbeiten am Oppelner Ostbahnhof wurde im Januar 2021 die Säule des Denkmals wiederentdeckt. Sie soll in den Bestand des Museums des Oppelner Schlesiens gehen. An derselben Stelle wurden bereits in den Jahren davor mehrere Gegenstände aus deutscher Zeit im Boden bei Grabungen entdeckt.

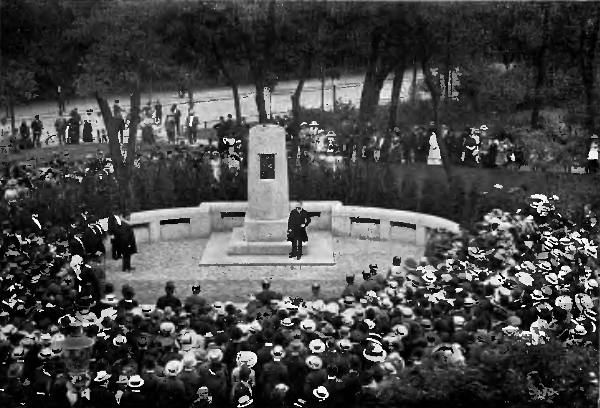
Die feierliche Enthüllung des Denkmals 1911